# مقصدهای پروازی آزول برزیلین ایرلاینز
بنا بر داده‌های ژوئیهٔ ۲۰۱۵ میلاادی، آزول برزیلین ایرلاینز (AD) به مقصدهای زیر، پروازهای برنامه‌ریزی‌شده انجام می‌دهد:

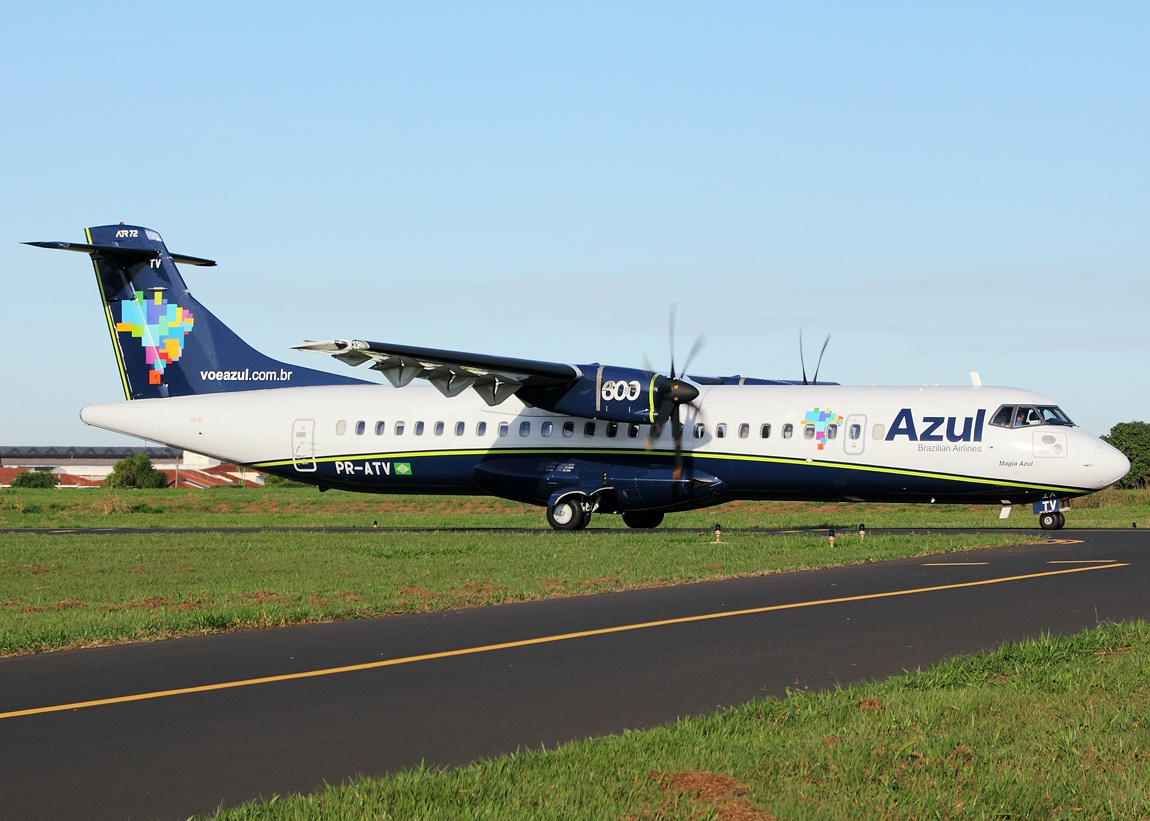
یک فروند ای‌تی‌آر ۷۲ آزول برزیلین ایرلاینز در فرودگاه ساوو جستی دو ریو پرتو.

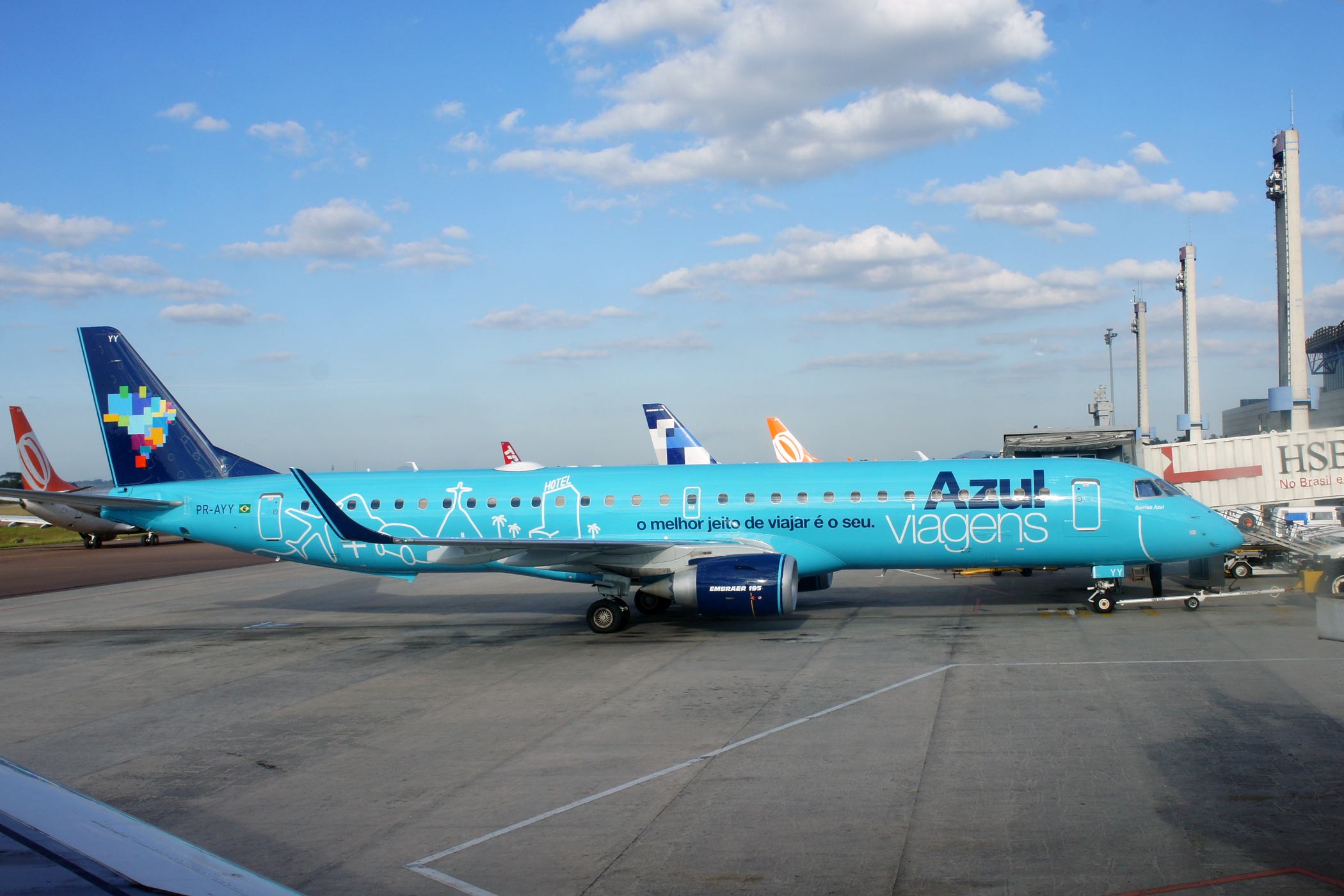
یک فروند امبرائر ئی-جت آزول برزیلین ایرلاینز.

|  | قطب              |
|  | مسیرهای آینده    |
|  | مسیرهای متوقف‌شده |